# Balagny-sur-Thérain
Balagny-sur-Thérain ist eine französische Gemeinde mit 1.639 Einwohnern (Stand: 1. Januar 2022) im Département Oise in der Region Hauts-de-France. Sie gehört zum Arrondissement Senlis, zur Communauté de communes Thelloise und zum Kanton Montataire. Die Einwohner werden Balanéens genannt.

## Geographie
Die Gemeinde Balagny-sur-Thérain liegt in den Pays de Thelle am Thérain, der die östliche Gemeindegrenze bildet, etwa 20 Kilometer nordwestlich von Senlis und etwa zehn Kilometer westnordwestlich von Creil. Umgeben wird Balagny-sur-Thérain von den Nachbargemeinden Mouy im Nordwesten und Norden, Bury im Nordosten und Osten, Cires-lès-Mello im Südosten und Süden, Foulangues im Süden sowie Ully-Saint-Georges im Südwesten und Westen.

## Bevölkerungsentwicklung
| Jahr                       | 1962 | 1968 | 1975 | 1982 | 1990 | 1999 | 2010 | 2021 |
| -------------------------- | ---- | ---- | ---- | ---- | ---- | ---- | ---- | ---- |
| Einwohner                  | 1286 | 1332 | 1393 | 1299 | 1487 | 1418 | 1383 | 1649 |
| Quellen: Cassini und INSEE |      |      |      |      |      |      |      |      |

## Sehenswürdigkeiten
- Kirche Saint-Léger, seit 1927 Monument historique
- Haus der Tempelritter aus dem 13./14. Jahrhundert
- Lavoir

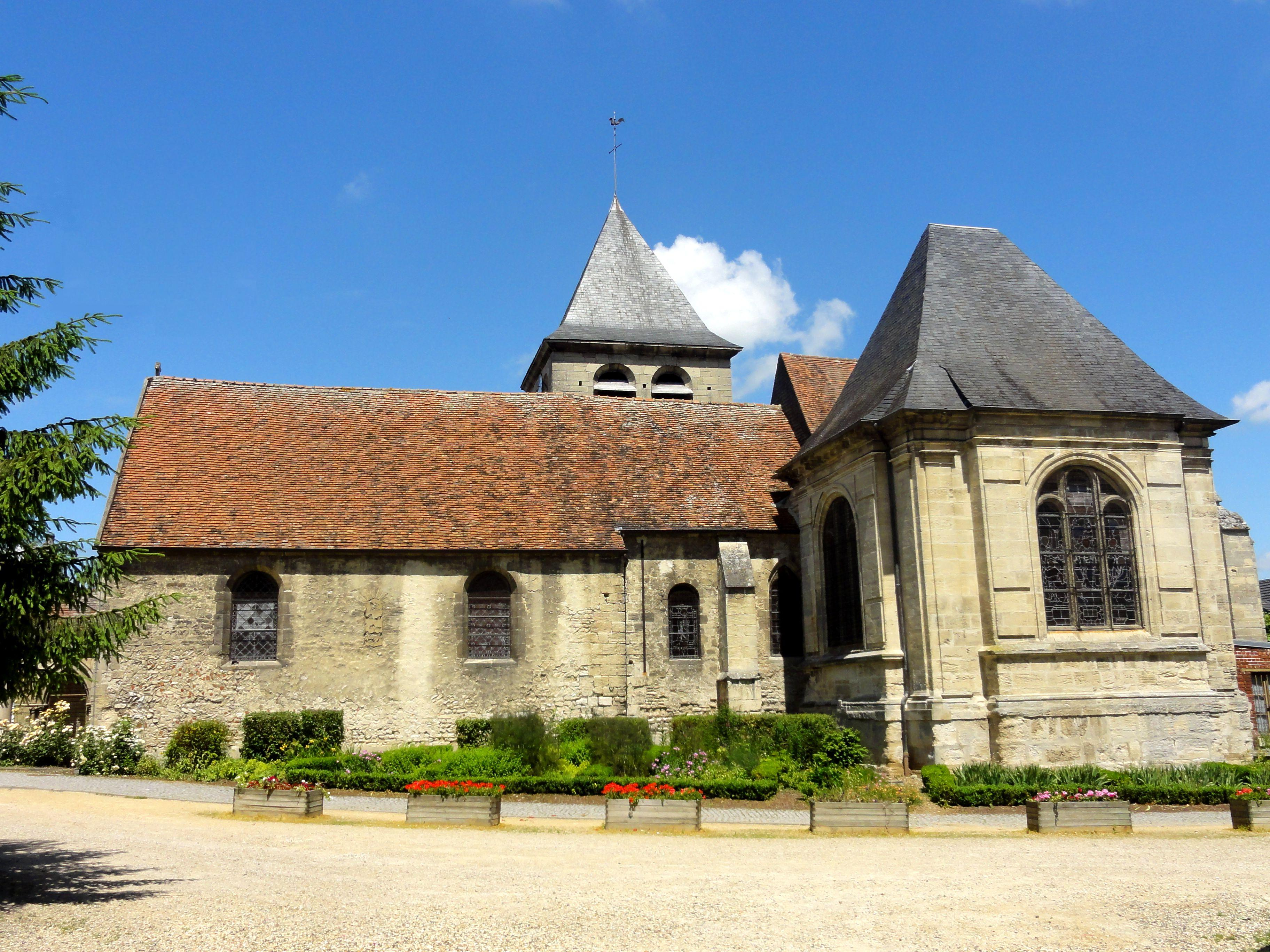
Kirche Saint-Léger
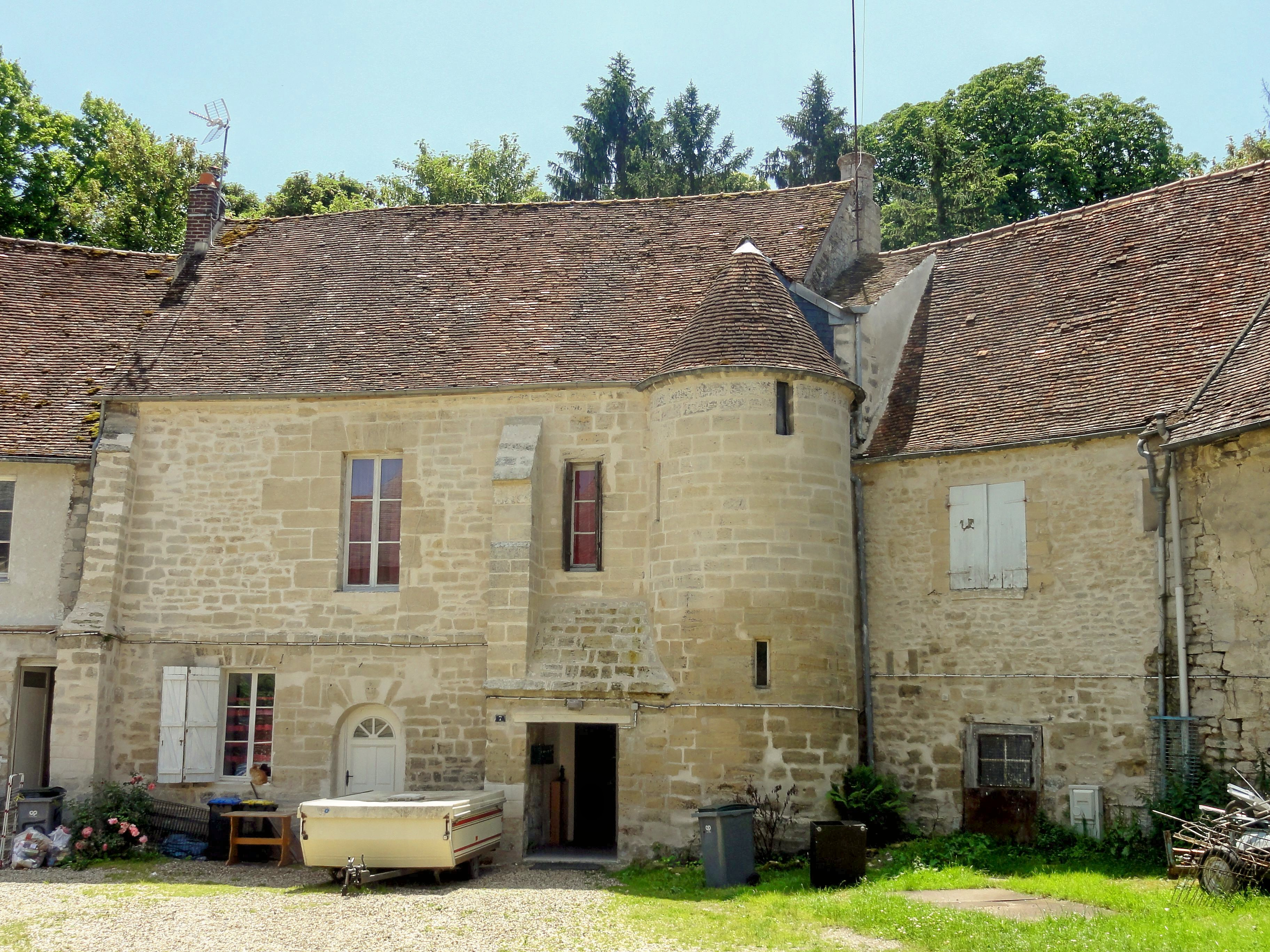
Haus der Templer
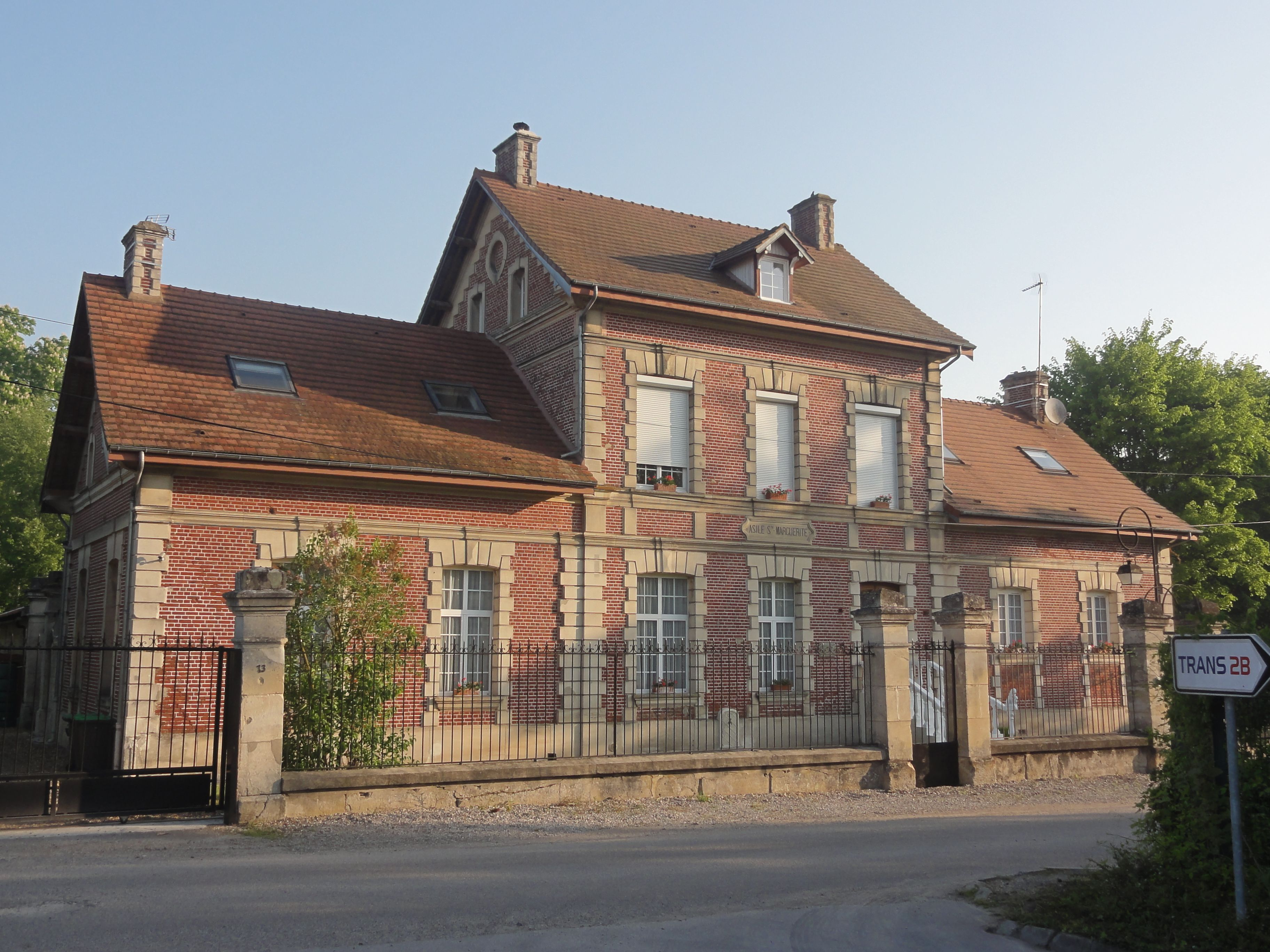
Ehemaliges Asylhaus Sainte-Marguerite
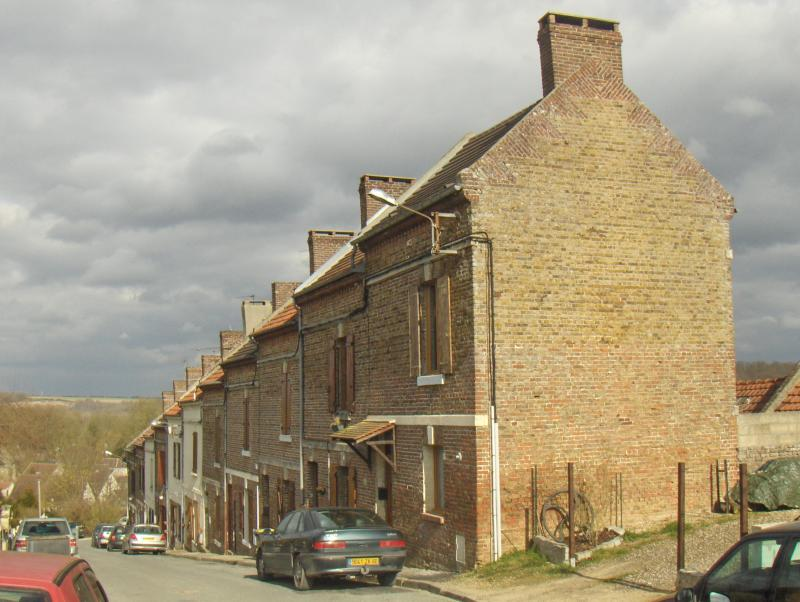
Ehemalige Textilarbeiterhäuser
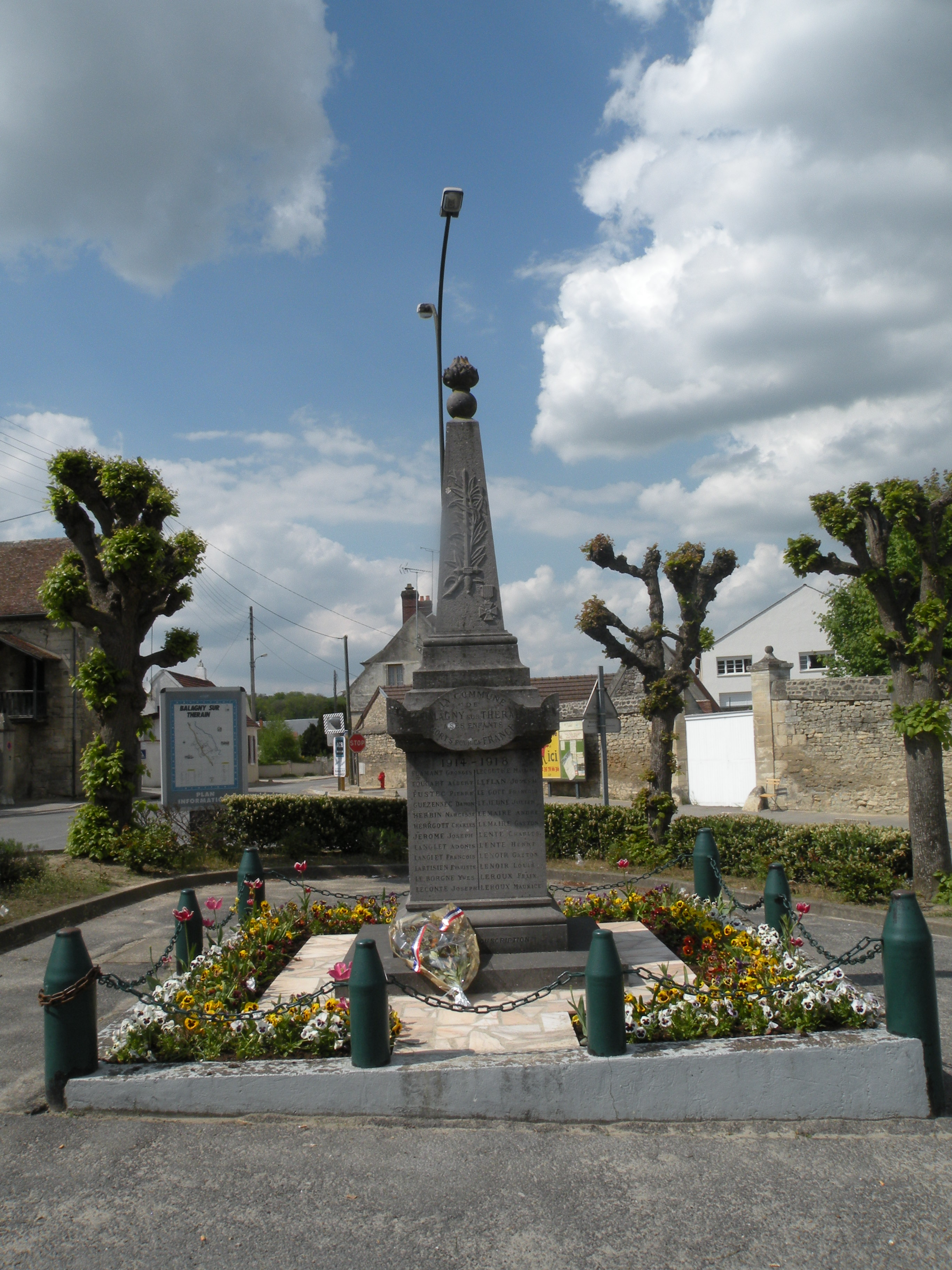
Gefallenendenkmal

## Persönlichkeiten
- André Masson (1896–1987), Maler des Surrealismus